# ヴァラーム

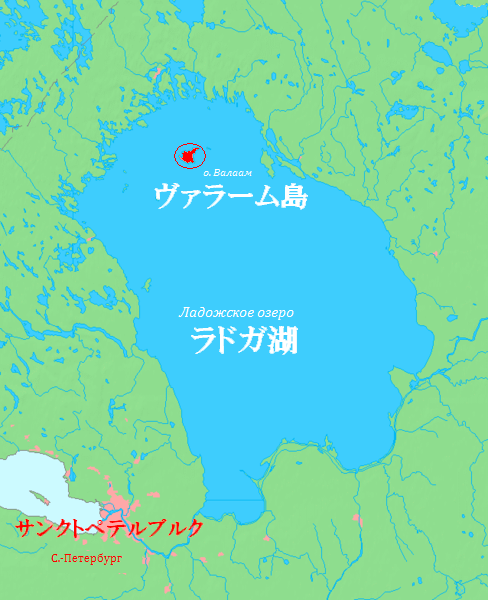
ヴァラーム島の位置

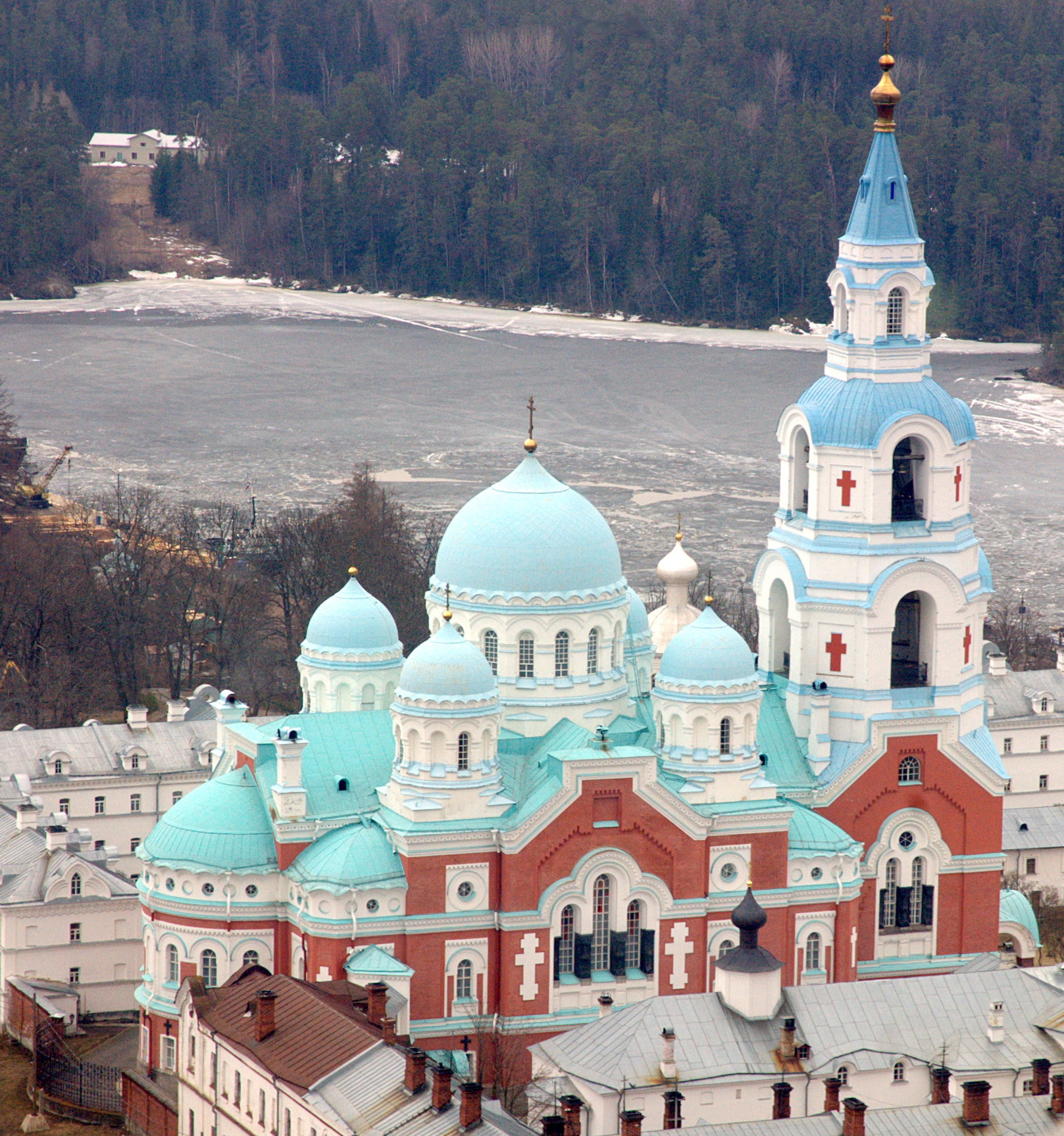
ヴァラーム修道院の建物

ヴァラーム（ロシア語: Валаам歴史的にはフィンランド語、カレリア語で「Valamo, Valamoi ヴァラモ」の名でも知られる）は、ロシア連邦内のカレリア共和国にある、ラドガ湖の北の一部に存在する列島である。50以上ある諸島の全面積は36 km²。「ヴァラーム」は列島全体の呼称であるだけでなく、最大の島の名でもある。ヴァラームはヴァラーム修道院と美しい自然による風景で知られる。12世紀にはノヴゴロド共和国の一部であった。17世紀の大動乱時代にスウェーデンに占領されたが、1世紀を経ずしてロシアが奪還した。フィンランド大公国が19世紀初頭にロシア帝国内の自治領域として設定されると、アレクサンドル1世はヴァラームをフィンランドの一部とした。1917年には、ヴァラームは新たに独立したフィンランドの一部となったが、冬戦争と継続戦争の後にソビエト連邦が獲得した。
島の名前はフィン・ウゴル語の単語である"валамо" (valamo)に由来し、「高い、山、土地」を表す。島の気候と自然史はラドガ湖の中に位置するために独特である。
春は3月の終わりに始まり、ヴァラームにおける例年の夏では30日から35日ほど、島の大半において晴れる。7月の平均気温は17度。冬は12月初旬に雪と共に訪れる。2月中旬には、最も近い都市であるソルタヴァーラ（Сортавала）への氷の道路が通行可能となる。2月の平均気温は零下8度である。
480種以上の植物が島に生きており、その多くが修道士によって栽培されている。島は針葉樹に覆われており、うち65%が松である。
アレクサンドル1世とアレクサンドル2世、およびその皇族は繰り返し島を訪れた。チャイコフスキーやメンデレーエフも著名な訪問者である。
島は修道士達と世俗の家族達によって恒久的な住まいとなっている。幼稚園があり、藝術とスポーツの場となっており、学校や医療センターも存在する。
ヴァラームのコミュニティは現在、公的な行政的地位を持っていない。住人は地方選挙に参加することができるよう、安定した公的な地位を要求している。しかしながら修道院の指導者達はこれに反対している。